# Северо-Дацинхэская операция
Северо-Дацинхэская операция (кит. упр. 大清河北战役, буквально: «Боевые действия к северу от реки Дацинхэ», 2 — 12 сентября 1947) — боевые действия в центральной части провинции Хэбэй осенью 1947 года во время гражданской войны в Китае.

## Предыстория
Весной-летом 1947 года в результате Чжэнтайского, Цинцанского и Баобэйского сражений китайские коммунисты нанесли врагу ряд чувствительных поражений. На северо-китайском театре военных действий под уверенным контролем гоминьдановцев оставался лишь ограниченный железными дорогами треугольник Бэйпин-Тяньцзинь-Баодин, а также ряд отдельных крупных городов (Шицзячжуан, Тайюань, Датун, Чжанцзякоу). По завершении Баобэйского сражения войска Шаньси-Чахар-Хэбэйской полевой армии китайских коммунистов разместились в районе Аньго-Динсянь, и два месяца посвятили отдыху и боевой учёбе.
19 августа командование Шаньси-Чахар-Хэбэйской полевой армии приняло решение о проведении операции к северу от реки Дацинхэ против войск противника в треугольнике Бэйпин-Тяньцзинь-Баодин. 24 августа план операции был одобрен центральным командованием.

## Ход событий
2 сентября войска 3-й колонны, после быстрого 70-километрового перехода, перерезали железную дорогу Баодин-Лайшуй, однако атаковали расположенные в том районе населённые пункты лишь небольшими силами; основные силы повернули на север, и 6 сентября 8-я и 9-я бригады подошли к Лайшую, который оборонял 13-й полк 5-й дивизии 94-й армии гоминьдановцев. В ночь на 7 сентября коммунисты начали атаку уездного центра, однако за два дня достигли лишь небольших успехов, и вечером 8 сентября были вынуждены прекратить операцию.
После начала боёв за Лайшуй гоминьдановское командование начало переброску подкреплений в этот район. Командование коммунистов решило атаковать эти подкрепления на марше, и 9 сентября войска 2-й и 4-й колонн атаковали противника в Сюнсяни и Басяни, но неудачно. После нескольких дней боёв поняв, что понесённые потери не соответствуют достигнутым результатам, командование коммунистов решило прекратить операцию.

## Итоги и последствия
В ходе боёв за Лайшуй и боевых действий к северу от реки Дацинхэ китайские коммунисты потеряли убитыми и ранеными 6778 человек. Потери гоминьдановцев составили 5278 человек.